# Le Volant d’Or de Toulouse 2003
Der Volant d’Or de Toulouse 2003 im Badminton fand vom 13. bis zum 16. November 2003 in Cahors statt.

## Sieger und Platzierte
| Disziplin    | Gold                                | Silber                            | Bronze                            |
| ------------ | ----------------------------------- | --------------------------------- | --------------------------------- |
| Herreneinzel | Nikhil Kanetkar                     | Andreas Wölk                      | Andrew Dabeka                     |
| Herreneinzel | Nikhil Kanetkar                     | Andreas Wölk                      | Arif Rasidi                       |
| Dameneinzel  | Tine Rasmussen                      | Jeanine Cicognini                 | Tatiana Vattier                   |
| Dameneinzel  | Tine Rasmussen                      | Jeanine Cicognini                 | Hanny Setiani                     |
| Herrendoppel | Wouter Claes Frédéric Mawet         | Jean-Michel Lefort Arif Rasidi    | Andrej Pohar Miha Šepec jr.       |
| Herrendoppel | Wouter Claes Frédéric Mawet         | Jean-Michel Lefort Arif Rasidi    | Konstantin Dobrev Georgi Petrov   |
| Damendoppel  | Kamila Augustyn Nadieżda Kostiuczyk | Larisa Griga Elena Nozdran        | Elisa Chanteur Hanny Setiani      |
| Damendoppel  | Kamila Augustyn Nadieżda Kostiuczyk | Larisa Griga Elena Nozdran        | Judith Baumeyer Fabienne Baumeyer |
| Mixed        | Vladislav Druzchenko Elena Nozdran  | Dmitry Miznikov Natalia Golovkina | Tim Dettmann Sandra Marinello     |
| Mixed        | Vladislav Druzchenko Elena Nozdran  | Dmitry Miznikov Natalia Golovkina | Michael Fuchs Monja Bölter        |